# Torre Mapfre
La Torre Mapfre è l'undicesimo grattacielo di Spagna per altezza e si trova nella città di Barcellona.

## Ubicazione
Ubicato nella spiaggia della Barceloneta, frontemare, nel distretto di Sant Martí, è il grattacielo più alto della città assieme al contiguo Hotel Arts. È stato progettato da Iñigo Ortiz e Enrique de León.

## Storia
Entrambi gli edifici furono costruiti nel 1992 in occasione dei Giochi Olimpici e per questo motivo si convertirono in un emblema della rimodellazione urbanistica e del conseguente rilancio di questa zona, ex-industriale, e della città intera.
L'insieme delle due torri è completata dalla monumentale scultura del "Pesce d'oro" (Peix de oro) di Frank Gehry. Nel retro del complesso si trovano i giardini di Atlanta con la ciminiera di Can Folch, che rimane come ricordo del passato industriale della zona, oltre ad altri edifici a forma di ellisse, opera degli architetti Martorell, Bohigas, Mackay e Puigdomènech.

## Caratteristiche

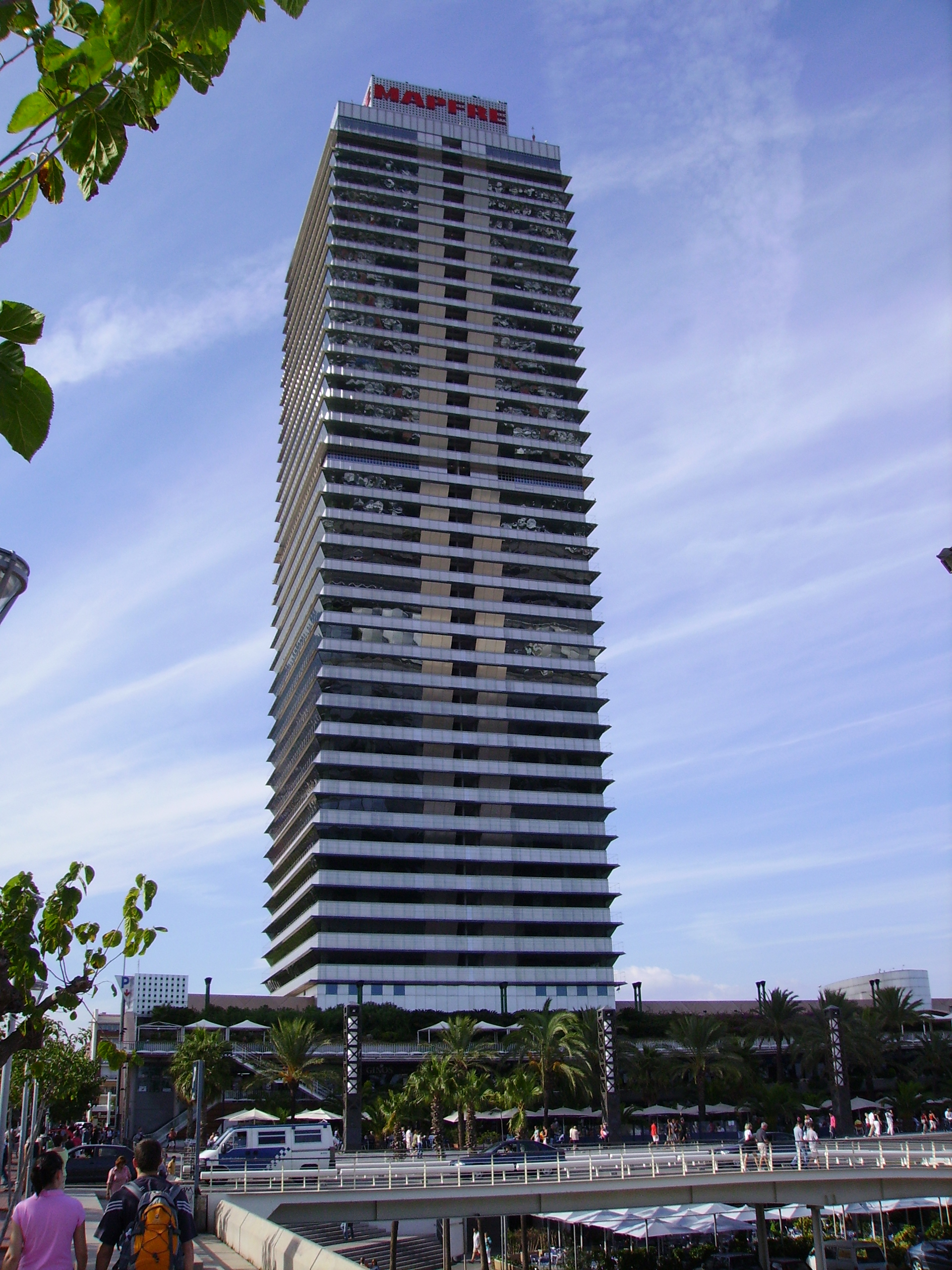

L'edificio ha 40 piani per un totale di 154 metri ed è visibile da gran parte della città. Le finestre del grattacielo sono inclinate in maniera da riflettere il suolo, per cui assume l'aspetto di uno specchio gigante sulla spiaggia sottostante. 
Al piano terra è situato un centro commerciale, ma, come indica il nome, la gran parte della struttura è occupata dagli uffici dell'impresa Mapfre, una delle maggiori compagnie di assicurazione spagnole, anche se sono presenti anche uffici di altre imprese, tra le quali Grifols, URSSA Mondragon Corporation, Oriol Bohigas, Necso, Uniland Cementera, S.A. Condal Grues, Otis España / Zardoya Otis, Texsa S.A., DORLET, Europerfil, DiamondCluster International, S.L., SAP España, Flex Multimedia Advertising SL (Flex Multimedia Group LTD).